# 浮島沼

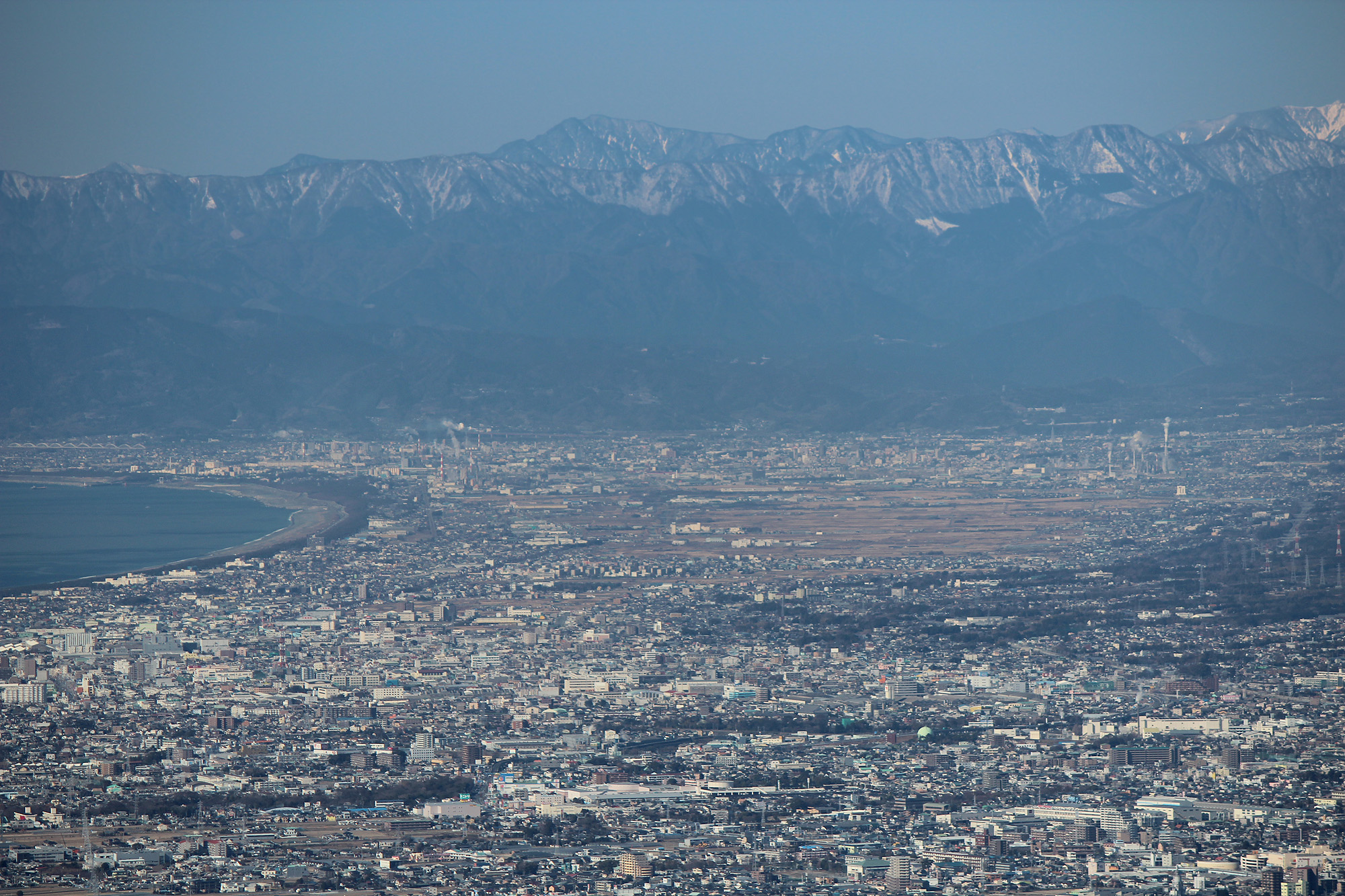
沼津市（手前）から富士市（奥）の街並み。中央部が浮島沼および浮島ヶ原。

浮島沼（うきしまぬま）とは、静岡県沼津市と富士市に跨る湿地帯に存在した沼群の総称。

## 概要

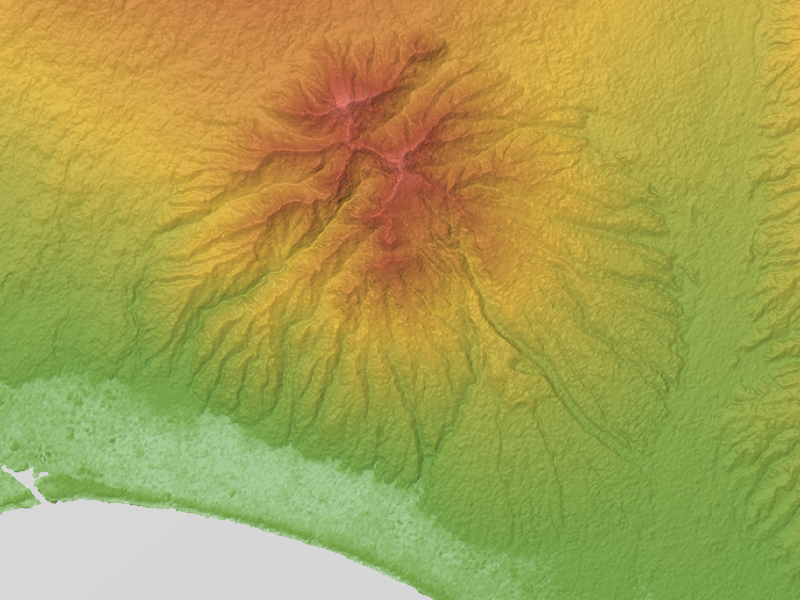
愛鷹山周辺の地形図。南東の低地がかつての浮島ヶ原の湿地帯。

かつては富士市の須津地区を中心として、浮島地区や沼津市の原地区にわたる湿地に大小の沼が点在しており、これらを総称して浮島沼と呼んだ。柏原沼、須津沼、富士沼、大沼、広沼などとも呼ばれていた。沼の周囲には浮島ヶ原と呼ばれる、湿田やヨシ、マコモが茂る低湿地帯が広がっていた。中里地区の「西の池」とともに須津湖として富士講における内八海の1つに数えられたが、江戸時代は陸化が進み内八海から外された。

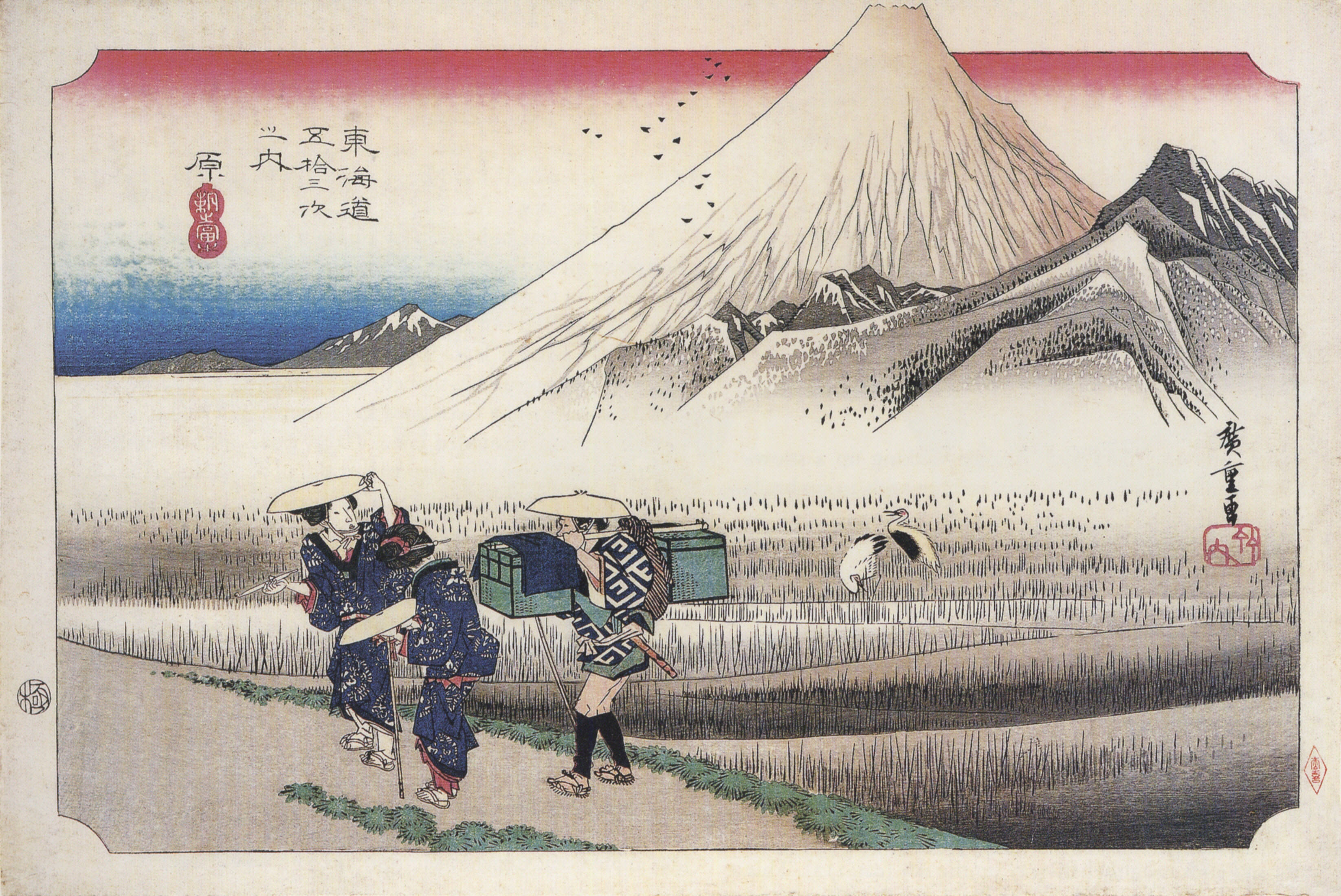
歌川広重作東海道五十三次の原宿に描かれた浮島ヶ原。歌川広重の不二三十六景にも駿河富士沼という題名で描かれている。

ここでは、海面との標高差が少なく、大雨や高潮が襲うと冠水するため新田開発が困難であり、江戸時代を通して潮除堤（しおよけつづみ）が盛んに築かれてきた。しかし、これが逆に排水を困難にさせ被害が増大することもあった。昭和30年代まで湿田農耕が続けられ、腰や胸まで浸かって田植えをしなければならない湿田も多く、ナンバやオオアシ、タブネなどの独自の農具が発達し、浮島沼周辺の農耕生産用具152点が静岡県指定の有形民俗文化財となっている。
現在では治水事業により一般的な水田となり、年々、宅地・商業地・工場用地として開発が進み、水田も徐々に減っている。地盤が脆弱であるため、東海道新幹線や東名高速道路は浮島沼を避け、愛鷹山の裾野に建設された。浮島ヶ原の東西には沼川が流れている。

## 成立ち

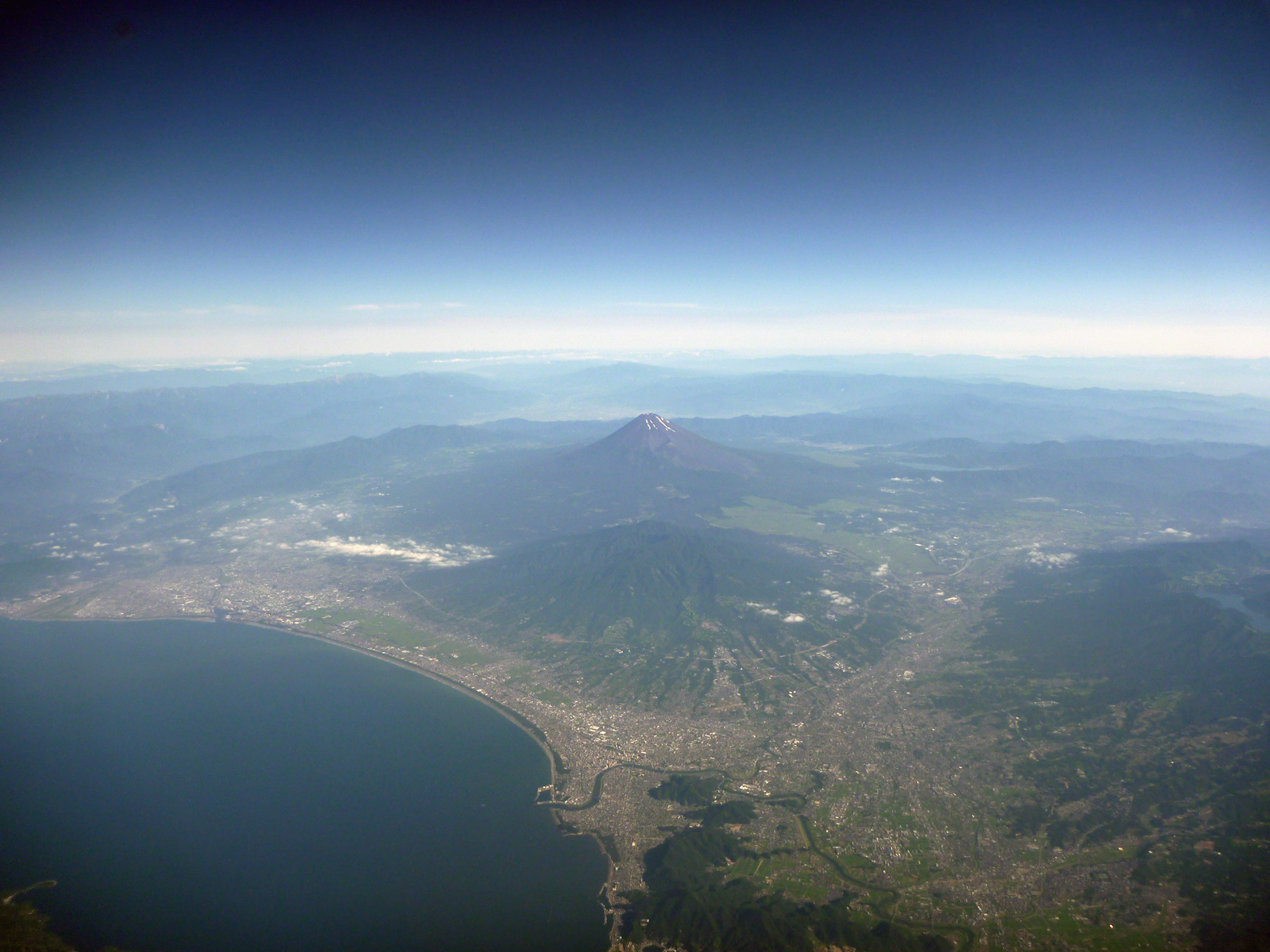
左に駿河湾と富士海岸、浮島ヶ原。中央に愛鷹山と富士山。

完新世の初期には駿河湾の一部であったが、徐々に狩野川、富士川、愛鷹山から流出した砂礫が沖積し砂州を造り、やがて潟湖になり、浮島ヶ原の湿地帯となった。

## 由来
鎌倉時代の書物、「東関紀行」には「此の原、昔は海上に浮かび、蓬莱の三つの島の如く在りけるに依りて浮島と名付けたり」とある。

## その他
- 「沼のばんばあ」という、増水によって亡くなったおばあさんと子供の昔話が残っている[3]。
- 沼津市によって最終処分場や屎尿処理場が建設され、富士市によって「浮島ヶ原自然公園」や自然の沼を活かした「浮島沼つり場公園」が整備されている。
- 足利竹若丸 父の足利尊氏が鎌倉幕府に叛乱し、上洛途中に浮島ヶ原で幕府の追手の刺客の手に倒れた。
- かつては日本住血吸虫症の流行地のひとつだった。